# Cars (franchise)

Logo del franchise.

La serie di Cars e Planes è una serie che comprende film, libri e cortometraggi.

## Film

### Serie principale
- Cars - Motori ruggenti, regia di John Lasseter (2006)
- Cars 2, regia di John Lasseter e Brad Lewis (2011)
- Cars 3, regia di Brian Fee (2017)

### Spin-off
- Planes, regia di Klay Hall (2013)
- Planes 2 - Missione antincendio, regia di Bobs Gannaway (2014)

## Cortometraggi e Serie TV
- Carl Attrezzi e la luce fantasma (Mater and the Gostlight), regia di John Lasseter e Dan Scanlon (2006)
- Cars Toons, regia di John Lasseter, Rob Gibbs e Victor Navone (2008)
- Cars on the Road, serie animata Disney+ (2022)

## Videogame

### Videogame principali
Dopo il successo del primo titolo sono usciti due seguiti diretti, con stesso sistema di gioco, formando una vera e propria serie. I sequel derivati dagli altri film verranno indicati come serie pur essendo un singolo gioco.
Prima serie
- Cars - Motori ruggenti - PS2 - PS3 - PSP - Nintendo GameCube - WII - Nintendo DS - Xbox - Xbox 360 - PC (2006).
- Cars - Motori ruggenti: La coppa internazionale di Carl Attrezzi - PS2 - PS3 - WII - Nintendo DS - Xbox - Xbox 360 - PC (2007).
- Cars - Motori ruggenti: Race-o-Rama - PS2 - PS3 - PSP -WII - Nintendo DS - Xbox - Xbox 360 - PC (2009).

Seconda serie
- Cars 2 - PS3 - WII - Xbox 360 - PSP - Nintendo DS - Nintendo 3DS (2011).

Terza serie
- Cars 3: In gara per la vittoria - PS3 - PS4 - XBOX 360 - XBOX ONE - WII U - NINTENDO SWITCH (2017).

Serie Spin-off
Questa serie è dedicata interamente allo spin-off Planes ed è un'esclusiva Nintendo
- Planes - WII - WII U - Nintento DS - Nintento 3DS (2013).
- Planes 2 - WII - WII U - Nintendo DS - Nintendo 3DS (2014).
- ULTERIORI VIDEOGAME
- Sono stati prodotti giochi di variabili dedicati al franchise. Di seguito eccone alcuni:
- Cars - Motori ruggenti: Una città a quattro ruote - PC (2006).
- Cars Toon Le incredibili storie di Carl attrezzi - A Mania Game - PC - WII (2010).
- Kinect Rush - XBOX 360 [Kinect] (2013).
- Disney Infinity - Cars Infinity Playset - PS3 - PS4 - WII - WII U - XBOX 360 - XBOX ONE - Nintendo DS - Nintendo3DS - PC (2013).

### Online
- Cars - Corsa nel deserto
- Cricchetto alla riscossa
- Casa della Body Art
- Cars Online
- Cars 2 WGP
- Cars Double Mission

### Android e iOS
- Cars - Veloci come Saetta (2014)
- Cars 3 - La lega delle saette (2017)

## Prodotti

### Mattel
La Mattel dal 2006 produce modellini marchiati The World of Cars, Cars Toons, Cars 2 o Planes.
Poi creò anche giocattoli come l'action figure di Finn McMissile o Big, la pista delle biglie.

### The LEGO Group
Dal 2011 la LEGO produceva i Duplo marchiati Cars e dal 2013 Planes.
La stessa LEGO fornisce gli pneumatici in miniatura.